# Susana Trimarco de Veron
Susana Trimarco de Veron, född 25 maj 1958, är en argentinsk människorättsaktivist.
Trimarcos dotter Marita försvann år 2002, troligen efter att ha fallit offer för människohandel. Trimarco engagerade sig för att hitta sin dotter genom att själv ta reda på mer om de kriminella nätverk som har en utbredd verksamhet i både Argentina och Spanien. Trimarco har genom sitt arbete avslöjat flera personer som varit inblandade i människo- och sexhandel, vilket lett till åtal. Hennes arbete har även räddat över 100 kvinnor från slaveri och prostitution.
Trimarco grundade 2007 Fundación María de los Ángeles, för att stötta utsatta kvinnor men även arbeta förebyggande genom att utbilda rättsväsende och allmänhet om frågor som rör människo- och sexhandel. Hon har genom sitt arbete lyckats få igenom ett antal lagar som gör människo- och sexhandel till federala brott, och även avslöjat att personer inom den argentinska polisen varit inblandade i brotten.
2007 tilldelades Trimarco International Women of Courage Award.
2013 blev hon nominerad till Nobels fredspris.